# Prutdorf
Prutdorf ist ein Dorf in der Gemeinde Prien am Chiemsee im Chiemgau in Oberbayern.

## Geographie
Prutdorf liegt im südwestlichen Chiemgau zentral zwischen Frasdorf und Prien am Chiemsee. Es grenzt südlich an Wildenwart.
Früher verlief durch Prutdorf die Straßenverbindung von Mauerkirchen nach Bernau, wobei östlich des Orts eine Brücke über die Prien verlief.

## Geschichte
Prutdorf wurde als Prucdorf um 1144/47 erstmals erwähnt, um 1446 als pruckdorf, um 1532 als Pruggdorff und um 1688 als Pruggdorf.
Bis zum Abschluss der Gebietsreform in Bayern war Prutdorf Teil der Gemeinde Wildenwart. Am 1. Mai 1978 wurde diese aufgeteilt, der Nordteil mit Prutdorf wurde nach Prien am Chiemsee umgegliedert.